# Hello, I'm Dolly Tour
Hello, I'm Dolly Tour pågick från mitten av oktober till mitten av december 2004, och Dolly Partons första konsertturné sedan 2002, hennes första större turné på ett årtionde, och hennes största turné på två årtionden.

## Historik
Efter turnén Halos & Horns Tour 2002 återkom Dolly Parton med en större turné, med större bredd, turnén sträckte sig från gospel till bluegrass och country, liksom pophitlåtar.
Turnén var först tänkt att marknadsföra ett album vid namn Blue Smoke, med nytt Dolly Parton-material ("I Dreamed About Elvis", "Blue Smoke") och coverversioner av gamla sånge ("Imagine", "Me & Bobby McGee").  Albumet skulle ha släppts då turnén var över, troligtvis i början av 2005. Dessa planer upphörde dock då Dolly Parton började skriva till musikalen 9 to 5. Albumet kom dock, men då enbart som coveralbum under namnet Those Were the Days.
"Blue Smoke" bev populär bland fansen och fick bra kritik under konsertturnén. "I Dreamed About Elvis" skrevs också av Dolly Parton, och skulle legat på albumet Blue Smoke. Sången handlar om att Elvis Presley ville spela in "I Will Always Love You", men dessa planer blev aldrig verklighet. Den fick också bra kritik.

## Turnédatum
| Dtum                       | Ort                                | Anläggning                 |
| -------------------------- | ---------------------------------- | -------------------------- |
| 14 oktober 2004            | Greenville, South Carolina, USA    | BI-LO Center               |
| 15 oktober 2004            | Atlanta, Georgia, USA              | Fox Theatre                |
| 16 och 17 oktober 2004     | Biloxi, Mississippi, USA           | Grand Casino Biloxi        |
| 19 oktober 2004            | Cleveland, Ohio, USA               | Gund Theater               |
| 20 oktober 2004            | Columbus, Ohio, USA                | Schottenstein Center       |
| 22, 23 och 24 oktober 2004 | Toronto, Ontario, Kanada           | Casino Rama Centre         |
| 26 oktober 2004            | Detroit, Michigan, USA             | Fox Theatre                |
| 27 oktober 2004            | Green Bay, Wisconsin, USA          | Resch Center               |
| 29 oktober 2004            | St. Paul, Minnesota, USA           | Xcel Energy Center         |
| 30 oktober 2004            | Omaha, Nebraska, USA               | Qwest Center Theatre       |
| 31 oktober 2004            | St. Louis, Missouri, USA           | Savvis Center              |
| 4 november 2004            | Raleigh, North Carolina, USA       | RBC Center                 |
| 6 november 2004            | Norfolk, Virginia, USA             | Scope Arena                |
| 7 november 2004            | Winston-Salem, North Carolina, USA | Joel Coliseum Theatre      |
| 11 november 2004           | East Rutherford, New Jersey, USA   | Continental Airlines Arena |
| 12 november 2004           | Atlantic City, New Jersey, USA     | Circus Maximus Theatre     |
| 13 november 2004           | Uncasville, Connecticut, USA       | Mohegan Sun Arena          |
| 14 november 2004           | Fairfax, Virginia, USA             | Patriot Center             |
| 17 november 2004           | Albany, New York, USA              | Pepsi Arena                |
| 18 november 2004           | Philadelphia, Pennsylvania, USA    | Wachovia Spectrum          |
| 19 november 2004           | Wilkes Barre, Pennsylvania, USA    | Wachovia Arena             |
| 20 november 2004           | Reading, Pennsylvania, USA         | Sovereign Center           |
| 21 november 2004           | State College, Pennsylvania, USA   | Bryce Jordan Center        |
| 2 december 2004            | Austin, Texas, USA                 | Frank Erwin Center         |
| 3 december 2004            | Dallas, Texas, USA                 | American Airlines Center   |
| 5 december 2004            | Houston, Texas, USA                | Toyota Center              |
| 7 december 2004            | Las Vegas, Nevada, USA             | The Coliseum               |
| 8 december 2004            | Phoenix, Arizona, USA              | Dodge Theatre              |
| 9 december 2004            | Anaheim, California, USA           | Arrowhead Pond             |
| 10 december 2004           | San Jose, California, USA          | HP Pavilion                |
| 11 december 2004           | Reno, Nevada, USA                  | Reno Hilton Theatre        |
| 12 december 2004           | Sacramento, California, USA        | ARCO Arena                 |
| 16 december 2004           | Nampa, Idaho, USA                  | Idaho Center               |
| 17 december 2004           | Portland, Oregon, USA              | Rose Garden                |
| 18 december 2004           | Spokane, Washington, USA           | Spokane Arena              |
| 19 december 2004           | Everett, Washington, USA           | Everett Event Center       |

## Spellista
Turnéns spellista ändrades vid mitten av turnén. Inslaget "Mountain Home", som ofta brukar inleda Dolly Partons konserter, avslutade istället konserterna under turnéns första konserter. Och vid många konserter på USA:s östkust överraskade Dolly Parton med att flytta "I Will Always Love You," vanligtvis hennes avslutningsnummer (före extranummer) till mitten, detta så att den skulle sammanträffa med "I Dreamed About Elvis.")
Då turnén i december 2004 fortsatte efter Thanksgivinguppehållet lades låtar till och det vanliga formatet som Dolly Parton använt under tidigare turnéer, med "Mountain Home" i inledningen och "I Will Always Love You" som avslutningsnummer före extranummer.
"Islands in the Stream" sjöngs med en docka föreställande Kenny Rogers, med hans förinspelade röst. Dockan användes bara vid några få konserter på USA:s östkust, och togs sedan bort.

### Öppning
Spellista vid första konserten, i Greenville, South Carolina, USA den 14 oktober 2004.
1. Hello I'm Dolly
2. Two Doors Down (förkortad)
3. 9 to 5 (förkortad)
4. Hitmedley (Jolene, Why'd You Come In Here Lookin' Like That, Here You Come Again)
5. The Grass Is Blue (på piano)
6. Baby, It's Cold Outside (med Richard Dennison)
7. I Dreamed About Elvis
8. Viva Las Vegas (med the Grascals)
9. PMS Blues
10. Blue Smoke
11. Go to Hell
12. Me & Bobby McGee
13. Imagine
14. Islands in the Stream (med docka föreställande Kenny Rogers)
15. My Tennessee Mountain Home
16. Coat of Many Colors
17. Smoky Mountain Memories
18. Thank God I'm a Country Girl
19. Little Sparrow (a cappella)
20. I Will Always Love You
21. Hello God (extranummer)

### Andra sånger
Andra sånger som framfördes på vissa, men inte alla, konserter,
1. Brand New Key
2. Burnin' Love
3. Welcome Home
4. When Johhny Comes Marching Home
5. Shine
6. Rocky Top